# Pachydactylus waterbergensis
Pachydactylus waterbergensis är en ödleart som beskrevs av  Bauer och LAMB 2003. Pachydactylus waterbergensis ingår i släktet Pachydactylus och familjen geckoödlor. Inga underarter finns listade i Catalogue of Life.